# Sideroxylon puberulum
Pour les articles homonymes, voir Manglier rouge.
Espèce
Sideroxylon puberulum est une espèce de plantes à fleurs de la famille des Sapotaceae. C'est un arbre atteignant 15 m de haut avec un diamètre de fût jusqu’à 60 cm, endémique de Maurice, où il est connu sous le nom de « manglier rouge ». Son bois est lourd et durable et sert à faire des poteaux, des madriers et des quilles de bateaux.